# رباط قره بیل
رباط قره بیل روستایی در دهستان گلستان بخش مرکزی شهرستان گرمه استان خراسان شمالی ایران است.

## جمعیت
بر پایه سرشماری عمومی نفوس و مسکن در سال ۱۳۹۵ جمعیت این مکان ۸۶۶ نفر (۲۷۳خانوار) بوده‌است.